# La lluna i les fogueres
La lluna i les fogueres (en italià La Luna e i Falò) és un llibre del poeta i novel·lista italià Cesare Pavese, traduït al català per Maria Aurèlia Capmany. L'obra fou escrita en italià l'any 1949. És considerada la millor novel·la de Pavese.
La novel·la té lloc al petit poble de Santo Stefano Belbo, al Piemont, regió del nord-oest d'Itàlia. El protagonista principal, conegut tan sols pel seu sobrenom, Anguila, retorna al seu poble natal als anys immediatament posteriors a la Segona Guerra Mundial. Havia marxat just abans de la guerra per raons polítiques i havia fet fortuna als Estats Units. Un cop retornat als seus orígens, retroba moltes de les mateixes olors i visions que conformaren la seva joventut, però també descobreix que el poble i els seus habitants han estat profundament canviats per la guerra i pel pas del temps.